# Schlösschen am Peterhof
Das Schlösschen am Peterhof war eine hochmittelalterliche Burganlage in der Flur der heutigen Kreisstadt Mühlhausen. Sie befindet sich im Gebiet der einstigen Reichsstadt an der westlichen Heer- und Handelsstraße in das Werratal bei Wanfried, heute ein Abschnitt der Wanfrieder Landstraße (B 249) im Unstrut-Hainich-Kreis in Thüringen. Das Areal ist als Bodendenkmal ausgewiesen.

## Geografische Lage
Das Areal des Schlösschens befindet sich in einem Wiesengelände 5,3 Kilometer westlich vom Mühlhäuser Stadtkern, nahe der Wanfrieder Straße, am sogenannten Peterhof (ein ehemaliges Chaussee- und Forsthaus, heute Ausflugslokal).

## Geschichte
Das Schlösschen ist ein kleiner hochmittelalterlicher Burghügel, vielleicht zur nahen Wüstung Tutterode im Mühlhäuser Stadtwald zugehörig. Das Schlösschen wurde im 19. Jahrhundert als Zwischenwarte (Arbeitstitel „Heidewarte“) der drei Kilometer westlich befindlichen Zollstelle am Straßendurchlass „Eigenrieder Warte“ des Befestigungssystems Mühlhäuser Landgraben aufgefasst und soll demnach als Zwischenwarte für die Kommunikation zum südwestlichen Teil der Landwehr genutzt worden sein.
In unmittelbarer Nähe zum Schlösschen belegen Flurnamen die Existenz hochmittelalterlicher Gehöfte und des Dorfes Tutterode. Die moderne Forschung geht inzwischen von einer Turmhügelburg als befestigter Sitz des zugehörigen Ortsadels aus.

## Beschreibung
Im nur ganz allmählich nach Westen ansteigenden Gelände trifft man etwa 100 m nordwestlich vom Petershof auf den umlaufenden Wassergraben der von den Anwohnern als „Ringteich“ bezeichnet wird und Rest eines quadratischen Hügels von etwa 14 m Kantenlänge, der sich noch 1,5 m über den Wasserspiegel erhebt. Um den Graben ist ein partiell erhaltener Wallgraben mit Resthöhe von 2 m und Breite von 10 m erhalten. Nach Ansicht des Gutachters Paul Grimm erscheint der Wassergraben zum Teil modern umgestaltet.

„Da in der Nähe mehrere Wüstungen liegen, muß es jedoch meines Erachtens unsicher bleiben, ob es sich hier um den Unterbau eines Turmes für einen Wächter einer Zwischenwarte handelt, oder, um den befestigten Wohnturm für den Adeligen einer der umliegenden Wüstungen.“